# Lucio Septimio Apro
Lucio Septimio Apro  (m. 211 o 212) fue un senador romano de origen africano, natural de Leptis Magna, que desarrolló su cursus honorum a finales del siglo II y comienzos del siglo III, bajo los imperios de Cómodo, Pertinax, Septimio Severo y Caracalla.

## Carrera pública
Era probablemente nieto de Publio Septimio Apro, consul suffectus en 153, y quizá formó parte de la comitiva que acompañó a Septimio Severo a Leptis Magna en 202. Por voluntad del emperador Septimio Severo, su pariente, fue consul ordinarius en 207. Poco después, en 211 o 212, fue ejecutado por orden del emperador Caracalla.